# Jean-Max Bellerive
Jean-Max Bellerive, född 1958 i Port-au-Prince, är en haitisk politiker. Han var Haitis premiärminister mellan 11 november 2009 och 18 oktober 2011.